# 雅音人

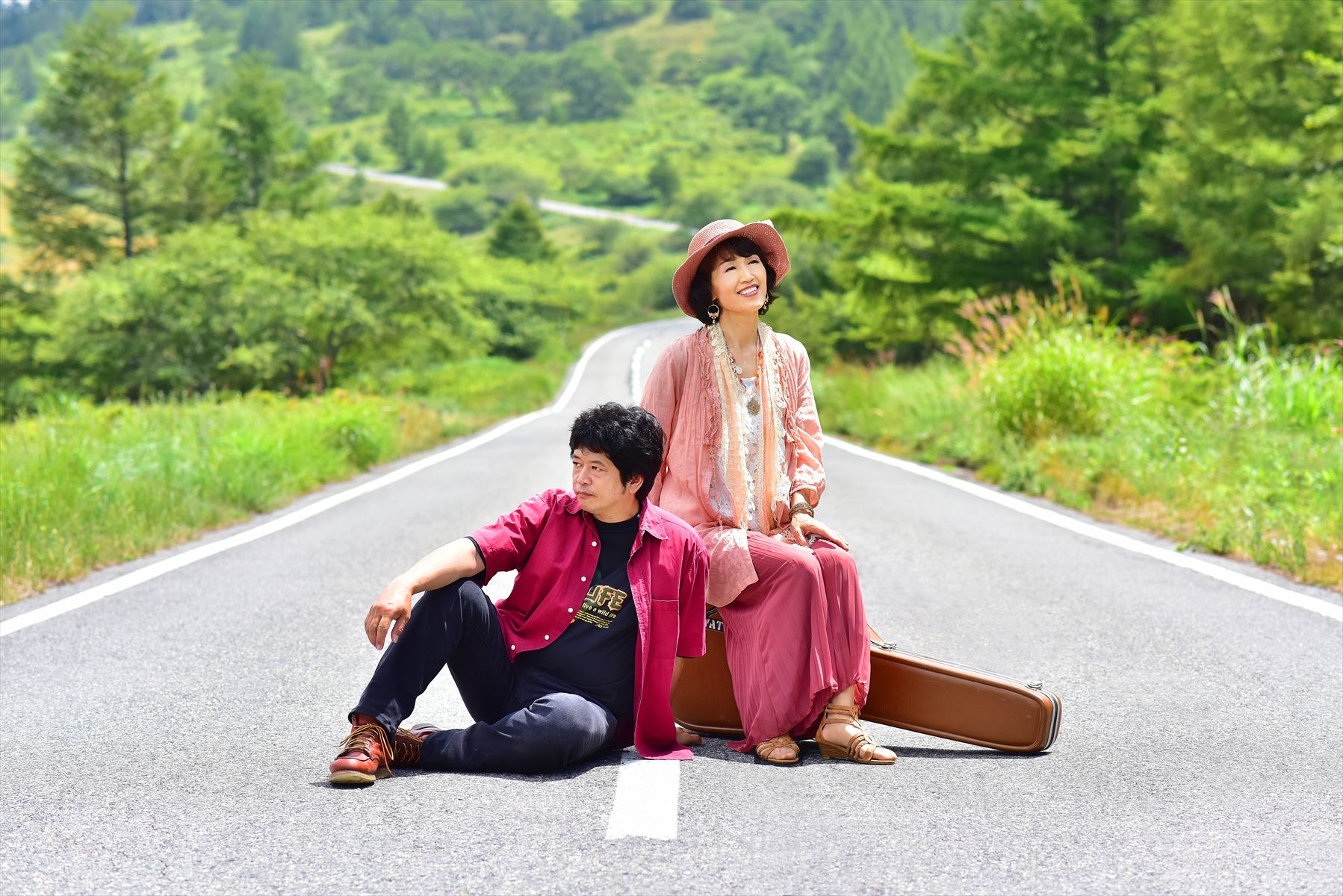
雅音人

雅音人（がねっと）は、作詞・作曲・ボーカルのTamikoと、ギターの辻 喬之からなる2人組の音楽ユニット。「自然」や「生命」、「心」をテーマとした楽曲を歌う。

## メンバー
Tamiko
長野県東筑摩郡朝日村出身、松本市在住。本名は下田 民子。作詞・作曲・ボーカルを担当する。
辻 喬之
愛知県日進市在住。本名は辻 敬。ギターを担当する。2018年より制作プロデューサー。

## 来歴
- 1998年（平成10年） - 活動開始。長野県中信地方や愛知県を中心にコンサート活動を重ねる[1]。
- 2017年（平成29年） - プロの音楽プロデューサーによる協力のもと、2nd Storyとして活動を日本全国に展開する足がかりとして制作した通算18枚目となるシングルCD「Dear My Heart」をリリース[1]。
- 2018年（平成30年） - 2nd Storyをベースに事実上の全国への展開を3rd Storyとして展開。この年、結成20周年。
- 2019年（令和元年） - 長野県木曽郡木祖村公式村歌「源流よ永遠に」制作。11月17日、開村130周年記念式典にて村歌発表コンサート開催し、正式制定。[4]

## ディスコグラフィ
以下特記なき場合TOWER RECORDS ONLINEによる。「AW」で始まる規格品番の作品のレーベルはすべて「ARTWING LABEL」（アートウイングレーベル）。

### シングルCD
- 「ぬくもりが伝わりますか」 - 2013年11月6日発売（規格品番：AW-131027）。
- 「やままゆの詩 / 初恋」 - 2014年1月29日発売（規格品番：AW-131225）。
- 「さくら 〜心のふるさと、花埋み」 - 2015年6月17日発売（規格品番：AW-150426）。
- 「晴れ渡る空に、かりん」 - 2015年6月17日発売（規格品番：AW-150523）。
- 「Dear My Heart」 - 2017年6月7日発売（規格品番：AW-170524）。

### アルバムCDほか
- 「歳時記」 - 2008年3月1日発売（規格品番：AW-80301）。
- 「いのちのうた」 - 2011年10月14日発売（規格品番：AW-111014）。
- 「一枚だけの絵の個展」 - 雅音人、宮嶋治生。2013年5月15日発売（規格品番：AW-130425）。
- 「瞽女の里は雪の夢唄」 - 雅音人のほか宮嶋治生、萱森直子、清水陸子。2013年11月13日発売（規格品番：AW-131109）。
- 「この小さな窓から Remastering Version」 - 2014年8月20日発売（規格品番：AW-140809）。
- 「雨に濡れたビオラ」 - 雅音人ほか。2016年6月22日発売（規格品番：AW-160610）。
- 「雅音人ACOUSTIC」-2018年５月１６日発売（規格品番：AW-180516）。
- 「20周年記念 雅音人Single Collection」-2018年11月28日発売（規格品番：AW-181028）。

### その他
- 「森のしずく〜Root of Hearts〜」 - 長野県木曽郡木祖村のイメージソング[5]（キングレコード）。
- 映画「2085年 恋愛消滅」のコンピレーションアルバム「未来 恋愛消滅」-2018年５月９日発売（規格品番：YZSA-18301）。雅音人「花かがり」収録（クラウン徳間ミュージック販売）。